# Anna van Ezumazijl
Anna van Ezumazijl (geboren um 1617 in Ezumazijl; gestorben 23. November 1636, ebenda) war eine niederländische Dienstmagd, deren Exorzismus dokumentiert wurde.

## Leben
Anna van Ezumazijl wurde um 1617 in Ezumazijl, Friesland geboren. Ihr Leben wurde erstmals von Pater Willebrordus van der Heijden (1595–1638) beschrieben. Er nahm ihre Geschichte in sein Werk über die Aktivitäten der Jesuiten in Friesland auf. Nach seinen Aufzeichnungen hatte ein mennonitischer, nicht sehr frommer Ladenbesitzer aus Ezumazijl in einem Wutanfall seine Tochter Anna verflucht. Sie soll danach von bösen Geistern geplagt worden sein und sich hilfesuchend an Catharina van der Meulen gewandt haben. Van der Meulen war die Ehefrau von Tiete van Peijma, dem Bürgermeister von Dokkum, der reisenden Jesuiten auf seinem Anwesen in Lioessens und in seinem Haus in Dokkum Unterschlupf gewährte. Anna soll von einem dieser Jesuiten römisch-katholisch getauft worden sein.
Nachdem sie getauft war, suchte Anna van Ezumazijl eine Wahrsagerin auf. Sie sagte ihr voraus, das sie im Alter von neunzehn Jahren vom Satan erlöst werden würde. Als Catharina van der Meulen davon erfuhr, nahm sie Anna bei sich auf. Vor Ostern 1634 soll der Jesuit Cornelius Sarcerius dann sieben Teufel aus Anna van Ezumazijl ausgetrieben haben. Der Exorzismus habe mehrmals wiederholt werden müssen, denn Anna habe an ihrem Aberglauben festgehalten. Am 24. Juli 1634 sei sie mit einem Pfarrer in die Kirche gegangen und habe behauptet, ein Teufel habe ihr am 27. November 1635 eine Goldmünze als Eheversprechen angeboten, was sie jedoch abgelehnt habe. Ein anderer Teufel habe Annas Tod vorausgesagt. Pater Nikolaas Creps habe die Teufel, denen Anna ausgesetzt gewesen sei,  erfolgreich bekämpft und so sei sie endgültig zum Katholizismus konvertiert.
Nach dem Exorzismus kehrte sie zu ihren Eltern zurück. Sie nahm eine Stelle als Dienstmädchen bei den Katholiken von Dokkum an und starb, wie es einer der Teufel vorausgesagt habe, innerhalb eines Jahres, am 23. Juni 1636 im Haus ihrer Eltern an der Pest. Einiges davon hat er nach eigenen Angaben aus dem Mund der oben genannten Priester und derjenigen wiedergegeben, die den Exorzismen beiwohnten.
Da Willebrordus van der Heijden die Geschichte über Anna van Ezumazijl nutzte, um die Macht des katholischen Glaubens zu demonstrieren, wurde diese Geschichte überliefert. Balthasar Bekker aus Metslawier bei Ezumazijl soll ihre Lebensgeschichte für sein Werk „De betoverde wereld“ (1691) genutzt haben. Zauberei und Aberglaube, wie sie von Van der Heijden beschrieben werden, waren für Bekker eine Quelle des Humors und des Spottes.